# Jammu & Kashmir National Panthers Party
Jammu & Kashmir National Panthers Party (engelska "Jammu och Kashmirs nationella panterparti") är ett politiskt parti i Jammu och Kashmir (unionsterritoriet och den tidigare delstaten) samt andra delar av Indien. Bhim Singh grundade partiet 1982 och ledde det till 2012.